# Йо Джин Гу
Йо Джин Гу (на корейски: 여진구) е южнокорейски актьор. Започва кариерата си като дете, дебютирайки във филма „Тъжен филм“ (2005). Наричан е „Малкият брат на нацията“. В началото на кариерата си играе малката версия на главните герои в телевизионните драми „Илджиме“ (2008), „Гигант“ (2010), „Луната, обгръщаща слънцето“ (2012) и „Липсваш ми“ (2012).
През 2012 г. печели в категорията за „Най-добър актьор дете“ на наградите за драма на MBC за ролите си в „Луната, обгръщаща слънцето“ и „Липсваш ми“. През 2013 г. Джин Гу изиграва първата си главна роля на голям екран като титулярния герой в екшън трилъра „Хуа И: Момчето чудовище“.
Оттогава той играе различни роли в драми и филми, като изгражда солидна актьорска кариера: „Портокалов мармалад“ 2015, „Коронованият клоун“ 2019, „Хотел дел Луна“ 2019, „Отвъд злото“ 2021.

## Биография
Йо Джин Гу е роден на 13 август 1997 г. в Сеул, Южна Корея. Има по-малък брат. Като дете мечтае да се появи по телевизията и затова моли родителите си да му позволят да се пробва в актьорската професия. С подкрепата на родителите си, взема уроци по актьорско майсторство и прави своя дебют на големия екран с „Тъжен филм“ (2005).
През 2016 г. Джин Гу завършва гимназия Намганг, изцяло мъжка гимназия. В момента учи в университет „Чонганг“, специалност „Театър“.

## Кариера

### Начало като дете актьор и нарастваща популярност
През 2005 г. Йо Джин Гу дебютира на осемгодишна възраст във филма „Тъжен филм“. За ролята е избран след прослушване измежду 150 кандидати, въпреки че няма предишен актьорски опит. През 2006 г. се появява в първата си телевизионна драма „Искам да обичам“, играейки болнаво дете на самотна майка.
През 2008 г. играе малката версия на главните герои в поредиците „Илджиме“ и „Таза – войната на цветята“. Печели първата си награда за актьорско майсторство като най-добър детски актьор на наградите за драма на SBS и за двете роли.
След участието си през 2010 г. в драмата „Гигант“, по негови думи за пръв път напълно се потапя в роля и започва да приема актьорството насериозно.
През 2011 г. той играе детската версия на главния герой Пек Тонг Су в историческата драма „Воинът Пек Тонг Су“.
През 2012 г. популярността на Йо Джин Гу нараства след участието му в историческата драма „Луната, обгръщаща слънцето“, където играе ролята на малкия престолонаследник. Драмата надминава рейтинг от 40% и придобива статут на „национална драма“. Следва и участие в сериала „Липсваш ми“.

### Преход към главни роли
През 2013 г. Йо Джин Гу играе главната роля в екшън трилъра „Хуа И: Момчето чудовище“, за който получава похвали и печели няколко отличия за най-добър нов актьор от годишни церемонии като: филмовите награди Blue Dragon и наградите на корейската асоциация на филмовите критици. Става най-младият актьор, получил наградата за най-добър нов актьор в историята на филмовите награди Blue Dragon, само на шестнадесет години.
През 2015 г. получава първата си главна роля в телевизионен сериал „Портокалов мармалад“, тийнейджърска драма за вампири, базирана на едноименния уеб филм. На годишните награди за драма на KBS печели в категорията за най-добър нов актьор за ролята си.
През 2016 г. играе ролята на крал Йонгджо в драмата на SBS „Джакпот“ и печели награда за отлични постижения в края на годината на наградите за драма на SBS.
През 2018 г. Йо Джин Гу е избран за романтичната комедия „Моят безусловен приятел“, базирана на едноименния японски манга сериал. Излъчва се по SBS през следващата година.
През 2019 г. участва в римейка на tvN на корейския филм „Маскарад“ от 2012 г., озаглавен „Коронованият клоун“, играейки двойна роля: на клоуна Ха Сон и на крал И Хон. За играта си в този сериал получава номинация за най-добър актьор на 55-те награди за изкуство Baeksang. Същата година е избран и за фентъзи мистериозната драма „Хотел дел Луна“ заедно с певицата-актриса Аю.
През 2021 г. Йо Джин Гу участва в психологическата трилър драма „Отвъд злото“ заедно с Шин Ха Кьон.
През 2022 г. участва във фентъзи мелодрамата на tvN „Връзка: Яж, обичай, убивай“ като готвач в ресторант от висок клас.
На 26 май 2023 г. Йо Джин Гу подписва договор с новата си агенция J-Full Entertainment.

## Филмография

### Филми
| Година | Заглавие                 | Роля                  | Забележка       |
| ------ | ------------------------ | --------------------- | --------------- |
| 2005   | Тъжен филм               | Пак Хуи Чан           |                 |
| 2006   | Sa-kwa                   | малко момче           |                 |
| 2006   | No Mercy for the Rude    | малкият убиец         |                 |
| 2007   | Танцът на дракона        | малкият Куон Те Сан   |                 |
| 2008   | Santamaria               | Kang Da-seong         |                 |
| 2008   | Antique                  | малкият Ким Джин Хьок |                 |
| 2008   | Замръзнало цвете         | малкият Хонг Рим      |                 |
| 2013   | Sky Force 3D             | Ейс (глас)            | корейски дублаж |
| 2013   | Хуа И: Момчето чудовище  | Хуа И                 |                 |
| 2014   | Mr. Perfect              | И Бьонг Джу           |                 |
| 2014   | Tazza: The Hidden Card   | ученикът на Аги       | спец. поява     |
| 2015   | Застреляй ме в сърцето   | И Су Мьонг            |                 |
| 2015   | The Long Way Home        | Ким Йонг Гуанг        |                 |
| 2017   | Warriors of the Dawn     | Гуангхегун            |                 |
| 2017   | 1987: When the Day Comes | Пак Чонг Чул          | спец. поява     |
| 2022   | Ajoomma                  |                       | спец. поява     |
| 2022   | Ditto                    | Ким Йонг              |                 |
| 2023   | Noryang                  |                       | спец. поява     |
| 2023   | Hijacking                |                       |                 |

### Сериали
| Година | Заглавие                   | Роля                                | Забележка            |
| ------ | -------------------------- | ----------------------------------- | -------------------- |
| 2006   | Искам да обичам            | Пек мин Хьонг                       |                      |
| 2006   | Yeon Gaesomun              | малкият Ким Хъм Сун                 |                      |
| 2007   | Кралицата на играта        | малкият И Шин Чон                   |                      |
| 2008   | Илджиме                    | малкият И Гиом                      |                      |
| 2008   | Tazza                      | малкият Ким Гон                     |                      |
| 2008   | Gourmet                    | Хоте                                |                      |
| 2009   | Can Anyone Love?           | И Пу Ръм Чан                        |                      |
| 2009   | Принцеса Ча Мьонг          | малкият Ходонг                      |                      |
| 2009   | Swallow the Sun            | малкият Ким Чонг У                  |                      |
| 2010   | The Reputable Family       | малкият Че Гук Сон                  |                      |
| 2010   | Гигант                     | малкият И Канг Мо                   |                      |
| 2011   | Воинът Пек Тонг Су         | малкият Пек Тонг Су                 |                      |
| 2011   | Дърво с дълбоки корени     | тийнеджърът Дол Бок                 |                      |
| 2012   | Луната, обгръщаща слънцето | малкият И Хуон                      |                      |
| 2012   | Липсваш ми                 | малкият Хан Джонг У                 |                      |
| 2013   | Potato Star 2013QR3        | Хонг Хи Сонг / Но Джун Хьок         |                      |
| 2015   | Портокалов мармалад        | Чонг Че Мин                         |                      |
| 2016   | Джакпот                    | Принц Йон Инг                       |                      |
| 2017   | Circle                     | Ким У Джин                          |                      |
| 2017   | Reunited Worlds            | Сонг Хе Сонг                        |                      |
| 2019   | Коронованият клоун         | И Хон / Ха Сон                      |                      |
| 2019   | Моят безусловен приятел    | Йонг Гу                             |                      |
| 2019   | Хотел дел Луна             | Гу Чан Сонг                         |                      |
| 2020   | Start-Up                   | Чанг Йонг Шил (глас) / Хонг Джи Сук | спец. поява (еп. 16) |
| 2021   | Отвъд злото                | Хан Джу Уон                         |                      |
| 2022   | Връзка: Яж, обичай, убивай | Ън Ги Хун                           |                      |

## Награди и номинации
| Award ceremony                            | Year | Category                                                                  | Nominee / Work                                     | Result    |
| ----------------------------------------- | ---- | ------------------------------------------------------------------------- | -------------------------------------------------- | --------- |
| Baeksang Arts Awards                      | 2012 | Най-добър нов актьор – телевизия                                          | Луната, обгръщаща слънцето                         | Номиниран |
| Baeksang Arts Awards                      | 2014 | Най-добър нов актьор – филм                                               | Хуаи: момчето чудовище                             | Номиниран |
| Baeksang Arts Awards                      | 2014 | Най-популярен актьор във филм                                             | Хуаи: момчето чудовище                             | Номиниран |
| Baeksang Arts Awards                      | 2015 | Най-популярен актьор във филм                                             | Застреляй ме в сърцето                             | Номиниран |
| Baeksang Arts Awards                      | 2018 | Най-популярен актьор                                                      | Воините на зората                                  | Номиниран |
| Baeksang Arts Awards                      | 2019 | Най-добър актьор – телевизия                                              | Коронованият клоун                                 | Номиниран |
| Baeksang Arts Awards                      | 2019 | V LIVE Любим артист (мъж)                                                 | Коронованият клоун                                 | Номиниран |
| Blue Dragon Film Awards                   | 2013 | Най-добър нов актьор                                                      | Хуаи: момчето чудовище                             | Спечелил  |
| Buil Film Awards                          | 2014 | Най-добър нов актьор                                                      | Хуаи: момчето чудовище                             | Номиниран |
| Director's Cut Awards                     | 2014 | Най-добър нов актьор                                                      | Хуаи: момчето чудовище                             | Спечелил  |
| Grand Bell Awards                         | 2014 | Най-добър нов актьор                                                      | Хуаи: момчето чудовище                             | Номиниран |
| Grand Bell Awards                         | 2015 | Най-добър нов актьор                                                      | Застреляй ме в сърцето                             | Номиниран |
| Herald Donga TV Lifestyle Awards          | 2012 | Style Icon Rookie                                                         | Йо Джин Гу                                         | Спечелил  |
| KBS Drama Awards                          | 2010 | Най-добър млад актьор                                                     | The Reputable Family                               | Номиниран |
| KBS Drama Awards                          | 2015 | Най-добър нов актьор                                                      | Портокалов мармалад                                | Спечелил  |
| KBS Drama Awards                          | 2015 | Netizen Award, най-добър актьор                                           | Портокалов мармалад                                | Номиниран |
| KBS Drama Awards                          | 2015 | Най-добра екранна двойка                                                  | Йо Джин Гу с Ким Солхьон Портокалов мармалад       | Номиниран |
| KOFRA Film Awards                         | 2014 | Най-добър нов актьор                                                      | Хуаи: момчето чудовище                             | Спечелил  |
| Korean Association of Film Critics Awards | 2013 | Най-добър нов актьор                                                      | Хуаи: момчето чудовище                             | Спечелил  |
| Korea Best Dresser Swan Awards            | 2013 | Изгряваща звезда                                                          | Йо Джин Гу                                         | Спечелил  |
| Korean Culture and Entertainment Awards   | 2013 | Най-добър нов актьор (филм)                                               | Хуаи: момчето чудовище                             | Спечелил  |
| Korea Drama Awards                        | 2012 | Най-добър млад актьор                                                     | Луната, обгръщаща слънцето                         | Номиниран |
| Marie Claire Film Festival                | 2015 | Rookie Award                                                              | Застреляй ме в сърцето                             | Спечелил  |
| MBC Drama Awards                          | 2012 | Най-добър млад актьор                                                     | Луната, обгръщаща слънцето, Липсваш ми             | Спечелил  |
| MBC Drama Awards                          | 2012 | Награда за популярност                                                    | Луната, обгръщаща слънцето                         | Номиниран |
| MBC Drama Awards                          | 2012 | Най-добра екранна двойка                                                  | Йо Джин Гу с Ким Ю Чонг Луната, обгръщаща слънцето | Номиниран |
| Mnet 20's Choice Awards                   | 2012 | 20's Upcoming 20's                                                        | Луната, обгръщаща слънцето                         | Спечелил  |
| Pierson Movie Festival                    | 2012 | Най-добро дете актьор                                                     | Луната, обгръщаща слънцето                         | Спечелил  |
| Pierson Movie Festival                    | 2014 | Trend Choice Award                                                        | Йо Джин Гу                                         | Спечелил  |
| SBS Drama Awards                          | 2008 | Най-добър млад актьор                                                     | Илджиме, Tazza, Gourmet                            | Спечелил  |
| SBS Drama Awards                          | 2016 | Excellence Award, най-добър актьор в драма                                | Джакпот                                            | Спечелил  |
| SBS Drama Awards                          | 2016 | Най-добра екранна двойка                                                  | Йо Джин Гу с Чанг Кън Сук Джакпот                  | Номиниран |
| SBS Drama Awards                          | 2017 | Top Excellence Award, най-добър актьор драма, излъчвана в сряда-четвъртък | Reunited Worlds                                    | Номиниран |
| SBS Drama Awards                          | 2019 | Top Excellence Award, най-добър актьор                                    | Моят безусловен приятел                            | Номиниран |
| Style Icon Awards                         | 2012 | От дете актьор до мъж                                                     | Йо Джин Гу                                         | Спечелил  |
| tvN Movies Awards                         | 2017 | Най-обещаващ актьор                                                       | Хуаи: момчето чудовище                             | Спечелил  |